# کیلا بانوارت

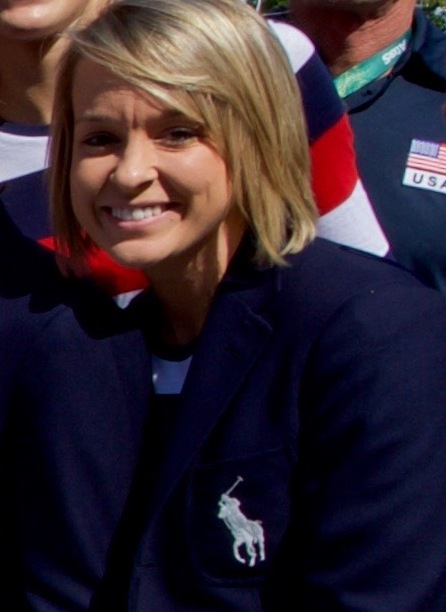
کیلا بانوارت در المپیک ۲۰۱۶

کیلا بانوارت (انگلیسی: Kayla Banwarth؛ زادهٔ ۲۱ ژانویهٔ ۱۹۸۹) بازیکن والیبال زن اهل ایالات متحده آمریکا است.
از باشگاه‌هایی که در آن بازی کرده‌است می‌توان به باشگاه والیبال رابیتا باکو اشاره کرد.